# Умконто ве сізве
«Умконто ве сізве», або «Спис нації» (зулу Umkhonto we Sizwe) — озброєне крило АНК, створене в 1961 році для збройної боротьби з режимом апартеїду. Бойові операції припинило 1 квітня 1991 напередодні демонтажу режиму апартеїду, в 1994 інтегрувалося в Збройні сили Південно-Африканської Республіки. Членами «Умконто ве сізве» були такі видні діячі Африканського національного конгресу та Південно-Африканської комуністичної партії, як Нельсон Мандела, Джо Слово, Кріс Гані, Ронні Касрілс, Табо Мбекі, Джейкоб Зума.
| Історія | Це незавершена стаття з історії. Ви можете допомогти проєкту, виправивши або дописавши її. |

| Африка | Це незавершена стаття про Африку. Ви можете допомогти проєкту, виправивши або дописавши її. |